# 华南悬钩子
华南悬钩子（学名：Rubus hanceanus）是蔷薇科悬钩子属的植物。分布在台湾以及中国大陆的江西、四川、广西、陕西、湖北、浙江、福建、广东、湖南、贵州、江苏、安徽等地，生长于海拔300米至1,500米的地区，一般生长在灌丛中、溪谷、生山坡疏林及杂木林下，目前尚未由人工引种栽培。